# Queso de Las Alpujarras
El queso de Las Alpujarras es un queso fresco o madurado, de pasta prensada y puro de cabra español de la región oriental de Andalucía, que comprende las provincias de Granada, Almería y la cordillera Penibética. El queso toma su nombre de La Alpujarra (o Las Alpujarras), una región montañosa que ocupa una parte del sur de la provincia de Granada y el oeste de la provincia de Almería. Esta zona tiene una larga historia y tradición de ganadería caprina. Se elabora con leche de cabra blanca andaluza.
Este queso se elabora fresco o madurado y se clasifica como graso o extra graso. El queso madurado tiene forma cilíndrica de poca altura. En las caras superior e inferior suele llevar grabados motivos florales y los laterales la marca de la pleita, grabado del cincho tradicional de esparto. El queso se vende en piezas de entre medio y un kg si es fresco, y hasta 2 kg en su versión curada.

## Características
Este es un queso con un sabor fuerte, con una base láctica, ligeramente salado y algo picante. Es mantecoso al paladar, debido al alto nivel de grasa que contiene la leche empleada. El sabor puede variar un poco dependiendo de la época del año. El queso fresco es un poco más dulce y más lechoso. No es recomendable que este queso se ingiera pasados los 9 meses debido a la degradación de las grasas y la liberación de ácidos grasos que quedan libres como el caproico, dando lugar a un gusto rancio.

### Textura
El curado tiene una textura firme y no elástica, característica de la forma en que este tipo de queso se elabora y a menudo hay algunos huecos repartidos irregularmente a lo largo de los quesos. El color es blanco-marfil mate. El queso fresco es suave y de un blanco brillante.

### Corteza
La corteza es normalmente natural, limpia y de un color amarillo pajizo. Puede ser untada con aceite de oliva. Después de la maduración la corteza se puede volver marrón oscura, posiblemente con un poco verde manchas causadas por mohos que crecen en la superficie. El queso fresco no tiene corteza.

## Usos
Se recomienda comerlo acompañado de vino blanco de Jumilla o Cariñena, y también marida bien con el  Amontillado y el fino de jerez. Puede ser disfrutado como acompañamiento para una amplia variedad de platos y también es agradable comerlo con frutas secas y nueces. El queso fresco se consume comúnmente en rodajas y asado a la parrilla como entrante.